# Helmut Kuhn (Politiker)
Helmut Kuhn (* 11. August 1931 in Offenbach am Main; † 8. Februar 2025) war ein deutscher Politiker (CDU) und war von Januar 1984 bis Mai 1985 Oberbürgermeister von Hanau.

## Leben
Kuhn studierte Handelslehramt in Frankfurt am Main. Als Diplom-Handelslehrer war er ab 1955 an der Theodor-Heuss-Schule in Offenbach tätig. Vom Jahr 1974 leitete er als Oberstudiendirektor die Kaufmännische Schule I in Hanau. Nach seiner Dienstzeit als Oberbürgermeister kehrte er bis zu seiner Pensionierung 1997 an die Kaufmännischen Schule I zurück.
Er war ab 1953 Mitglied der katholischen Studentenverbindung KDStV Badenia (Straßburg) Frankfurt am Main im CV.

## Politik
Er war Mitglied der CDU. Er war von 1972 bis 1974 Stadtverordneter von Steinheim, zwischen 1974 und 1977 ehrenamtlicher Stadtrat, von 1977 bis 1984 Vorsitzender der CDU-Stadtverordnetenfraktion. Am 9. Januar 1984 wurde er von einer neu gebildeten Koalition aus CDU und FDP zum Oberbürgermeister von Hanau gewählt. Bei der Kommunalwahl 1985 konnte seine Koalition die Mehrheit nicht verteidigen, so dass sein Vorgänger Hans Martin ihn wieder im Amt ablöste. Kuhns Amtszeit endete am 20. Mai 1985. In seine Amtszeit fiel die Gründung der Brüder-Grimm-Märchenfestspiele sowie die Restaurierung des Schloss Philippsruhe nach einem Brand. Nach seiner Amtszeit blieb Kuhn kommunalpolitisch aktiv.
Für sein kommunalpolitisches Engagement wurde er mit der Verdienstmedaille des Verdienstordens der Bundesrepublik Deutschland ausgezeichnet.